# Oleksandr Irwanez
Oleksandr Irwanez (ukrainisch Олександр Ірванець, * 24. Januar 1961 in Lemberg) ist ein ukrainischer Dichter, Schriftsteller, Dramaturg und Übersetzer.

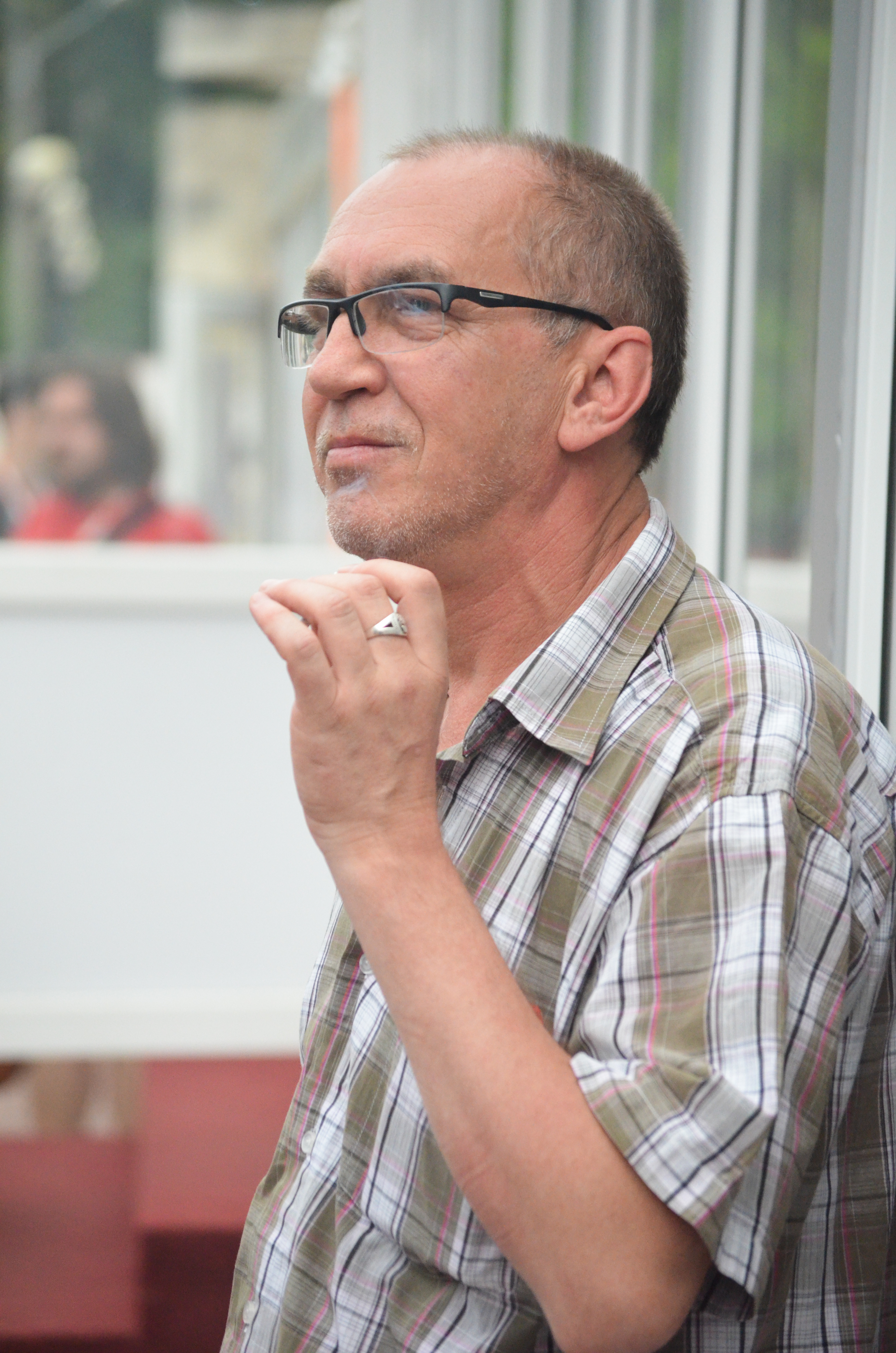

## Leben und Schaffen
Irwanez besuchte die Volksschule in Riwne. Nach dem Abitur studierte er bis 1980 an der Pädagogischen Hochschule in Dubno und bis 1989 am Maxim-Gorki-Literaturinstitut in Moskau. Er ist mit der Künstlerin Oksana Tsyupa verheiratet und wohnt seit 1990 in Irpin bei Kiew. Oleksandr Irwanez ist Mitglied des ukrainischen PEN-Club, und seine Werke wurden in viele Sprachen übersetzt.
Irwanez gründete am 17. April 1985 in Lemberg eine ukrainische literarische Vereinigung, Bu-Ba-Bu. Zur Gruppe gehörten auch Jurij Andruchowytsch und Wiktor Neborak.
1987 erschien seine Gedichtssammlung Wohnyschtsche na doschtschi (Lagerfeuer im Regen), die seine Begabung im Pastiche und in der Parodie zeigte. Die nächste Sammlung 1991 hieß Tin’ welykoho klasika (Schatten eines großen Klassikers). In den 1990er Jahren schuf er die Theaterstücke Kurzes Stück über Verrat für eine Schauspielerin (1993), Die Osterstraßenbahn (1994) und Recording (1995). 
1995 erhielt er das Stipendium der Akademie Schloss Solitude, 2005–2006 des Fulbright-Programms. 2000 und 2002 war er Mitglied des Jury des Bonner Biennale. 2011 erschien zum 50. Geburtstag und zum 30. Jahrestag seines Debüts ein Sammelband seiner Werke Satirikon – XXI und 2017 der anti-antiutopische Roman Charkiw 1938.
Seine 2001 im Original erschienene Antiutopie Rivwe/Rowno ist derzeit sein einziger in deutscher Fassung vorliegender Roman (Pralinen vom roten Stern), in dem seine Geburtsstadt Riwne ähnlich seinerzeit Berlin durch eine Mauer in das zur Westukrainischen Republik (WUR) zählende Riwne und das zur sie umschließenden, zur Sozialistischen Republik Ukraine (SRU) gehörende Rowno geteilt ist, wohin der Held des Romans Schlojma Ezirvan zu einer Schriftstellerversammlung eingeladen und zum Opfer einer kafkaesken Verschwörung wird.
Oleksandr Irwanez nutzt häufig seine Facebook-Seite zur Veröffentlichung kleiner, meist humoristischer Gedichte. Neben seiner Tätigkeit als Autor arbeitet er als Übersetzer aus dem Belarusischen, Polnischen, Russischen, Französischen und Tschechischen ins Ukrainische.

## Werke (Auswahl)
- «Вогнище на дощі» (Lagerfeuer im Regen, Львів: Каменяр, 1986)
- «Тінь великого класика» (Schatten eines großen Klassikers, Київ: Молодь, 1991)
- «Рівне/Ровно (Стіна)» (Riwne/Rowno, 2001; Львів: Кальварія, 2002) – Pralinen vom roten Stern übersetzt von Alexander Kratochvil, Haymon, Innsbruck 2017; ISBN 978-3-7099-7247-2
- «Вірші останнього десятиліття» (Gedichte der letzten Dekade, Львів: Кальварія, 2001)
- «П'ять п'єс» (Fünf Theaterstücke, Київ: Смолоскип, 2002)
- «Любіть!..» (Lieben!..., Київ: Критика, 2004)
- «Преамбули і тексти. Збірка поезій» (Präambeln und Texte, Київ: Факт, 2005)
- «Хвороба Лібенкрафта», роман (Die Liebenkraft-Krankheit, Харків: Фоліо, 2010)
- «Мій хрест» (Mein Kreuz, Харків: Фоліо, 2010; серія «Графіті», післямова Сергія Жадана)
- «Сатирикон — ХХІ» (Satyrikon – XXI, Харків: Фоліо, 2011)
- «П'яте перо» Вибрана есеїстика (Die fünfte Feder, Essays, Луцьк: Твердиня, 2011)
- «Харків 1938» (Charkiw, Київ: Laurus, 2017).